# Bless
Bless (jap. ブレス Buresu) – manga autorstwa Yukino Sonoyamy, publikowana na łamach magazynu „Shōnen Magazine Edge” wydawnictwa Kōdansha od stycznia 2022. Po ukazaniu się ostatniego numeru magazynu w październiku 2023, manga została przeniesiona do magazynu „Gekkan Shōnen Sirius”, gdzie ukazuje się od grudnia tego samego roku.

## Fabuła
Aia Udagawa, licealista o urodzie modela, marzy o zostaniu wizażystą, jednak ukrywa swoje aspiracje, sądząc, że nie ma talentu. Jun Sumisaki, jego cicha i niewyróżniająca się koleżanka z klasy, pragnie zostać modelką, ale jej niska samoocena powstrzymuje ją przed realizacją tego marzenia. Gdy ich drogi się krzyżują, Aia dostrzega w Jun ukryty urok, który chce wydobyć dzięki swoim umiejętnościom. Razem postanawiają wziąć udział w szkolnym konkursie mody, gdzie Aia zajmuje się makijażem Jun.

## Publikacja serii
Pierwszy rozdział mangi ukazał się 17 stycznia 2022 w magazynie „Shōnen Magazine Edge”. Po opublikowaniu ostatniego numeru czasopisma 17 października 2023, seria została przeniesiona do magazynu „Gekkan Shōnen Sirius”, gdzie ukazuje się od 25 grudnia tego samego roku. Wydawnictwo Kōdansha zebrało jej rozdziały do wydań w formacie tankōbon, których pierwszy tom ukazał się 17 sierpnia 2022.
W Polsce prawa do dystrybucji mangi nabyło wydawnictwo Waneko.
| Nr | Język japoński       | Język japoński         | Język polski         | Język polski           |
| Nr | Data wydania         | ISBN                   | Data wydania         | ISBN                   |
| -- | -------------------- | ---------------------- | -------------------- | ---------------------- |
| 1  | 17 sierpnia 2022     | ISBN 978-4-06-528649-4 | 25 kwietnia 2024     | ISBN 978-83-8242-739-4 |
| 2  | 17 października 2022 | ISBN 978-4-06-529417-8 | 25 czerwca 2024      | ISBN 978-83-8242-740-0 |
| 3  | 17 maja 2023         | ISBN 978-4-06-531719-8 | 26 sierpnia 2024     | ISBN 978-83-8242-741-7 |
| 4  | 7 grudnia 2023       | ISBN 978-4-06-533922-0 | 25 października 2024 | ISBN 978-83-8242-742-4 |
| 5  | 9 lipca 2024         | ISBN 978-4-06-536068-2 | 14 stycznia 2025     | ISBN 978-83-8242-908-4 |
| 6  | 9 grudnia 2024       | ISBN 978-4-06-537685-0 | 15 maja 2025         | ISBN 978-83-8242-909-1 |
| 7  | 9 maja 2025          | ISBN 978-4-06-539376-5 | —                    |                        |

## Odbiór
W 2023 roku seria była nominowana do 9. nagrody Next Manga Award w kategorii najlepsza manga drukowana i zajęła jedenaste miejsce spośród 41 nominowanych. Manga zajęła również 14. miejsce w rankingu rekomendowanych komiksów ogólnonarodowych pracowników księgarń z 2024 roku prowadzonym przez Honya Club.